# Embalse Tucapel
El embalse Tucapel es una obra hidráulica para almacenar agua de riego ubicada al sureste de la ciudad de Tucapel (Chile), en la Región de Ñuble y tiene como afluente al estero Los Troncos, de la cuenca del río Itata.
Su capacidad es de 410.000 m³ que cubren un área de 6 hectáreas.
Consiste en un muro de tierra de hasta 12 m de altura con núcleo central de arcilla y una longitud de 154 m que ocupa un volumen de 144000 m³. Su vertedero, frontal libre, permite evacuar hasta 1 m³/s.: 72 